# Niwiczani
Niwiczani, Nivičani (maced. Нивичани) – wieś w północno-wschodniej Macedonii Północnej, w gminie Koczani.